# Groupe Samse
‌

Samse est un groupe de distribution de matériaux de construction fondé en 1920 dont le siège est implanté à Grenoble en Isère.
Présenté comme le second groupe français de distribution de matériaux de construction et d'outillage, Samse est cotée à la Bourse de Paris et appartient à l'indice CAC Small.

## Histoire
Créé en 1920 à Grenoble et par le fabricant de ciment Vicat afin de distribuer ses produits, Samse (SA Matériaux du Sud-Est) est le premier groupe français indépendant de distribution de matériaux de construction pour l'habitat et le bâtiment.
Il dispose de 346 points de vente dans 46 départements et emploie plus de 5 000 salariés.

### Dates clés
- En 1925, le groupe est introduit en bourse.
- En 1949, Vicat sort du capital.
- En 1970 un nouveau tandem prend la direction avec Patrice Joppé et Paul Bériot.
- En 1974, premier magasin de bricolage de la région grenobloise avec l'enseigne La boite à outils.
- En 1988, le groupe monte un RES (rachat de l'entreprise par les salariés). Il y aura un investissement dont les actions sont détenues en grande partie par les salariés. La même année la holding Dumont voit le jour.
- En 1992, un rapprochement avec la société SIMC s'effectue.
- En 1996, création d'un nouveau concept de magasin de bricolage avec l'enseigne L'entrepôt du bricolage.
- En 1999, Le groupe intègre une société grenobloise spécialisée dans la menuiserie, Remat.
- En 2000, Samse est le premier groupe indépendant dans son domaine, et le troisième groupe à niveau national[5].
- En 2004, Samse rachète le groupe Doras (matériaux, granulats, béton prêt à l'emploi, fournitures industrielles et matériel électrique), enseigne implantée en Bourgogne-Franche-Comté, et qui réalise alors 250 millions d'euros de chiffres d'affaires avec 1000 salariés. La même année voit l'ouverture du premier magasin de décoration à l'enseigne Des idées.
- En 2006, un rapprochement avec le Groupe Henry Timber s'effectue.
- En 2007, un nouveau tandem de direction du Groupe SAMSE est composé d' Olivier Malfait et François Bériot. Cette année sera aussi marquée par un nouveau siège social à Grenoble et par le développement de l'offre 'Construction Bois'.
- En 2008, un rapprochement avec M+, groupe de négoce de matériaux principalement implanté en Provence-Alpes-Côte d'Azur, Languedoc-Roussillon, et Midi-Pyrénées s'effectue.
- En 2009, un rapprochement avec le Groupe Plattard, spécialisé dans le négoce de matériaux de construction et l'industrie s'effectue.
- En 2010, un rapprochement avec la société Sweetair, spécialisée dans les énergies renouvelables s'effectue.
- En 2011, un accord de partenariat entre La Boîte à Outils et Mr Bricolage voit le jour. Cette année-là sera aussi celle de la création du GIE (Réseau Énergie Habitat) et d'un rapprochement avec Gamag, négociant de matériaux dans le Gard ainsi que de l'ouverture de deux plateformes à Annecy et Dijon.
- En 2012, SIMC fait l'acquisition de la société MBA dans les Alpes-de-Haute-Provence. Le groupe M+ ouvre aussi en France sa première agence Réseau Énergie Habitat et investit dans deux agences des Établissements Lignières dans l'Aude.
- En 2014, un rapprochement avec la société CRH France Distribution et le groupe CRH Plc spécialisés dans la distribution de matériaux de construction s’effectue.
- En 2017, le groupe procède à l'acquisition de la société Forez Mat dans la Loire[1].
- En 2024, le groupe annonce l'acquisition des activités négoce de matériaux du groupe Herige[6].

## Enseignes

### Samse

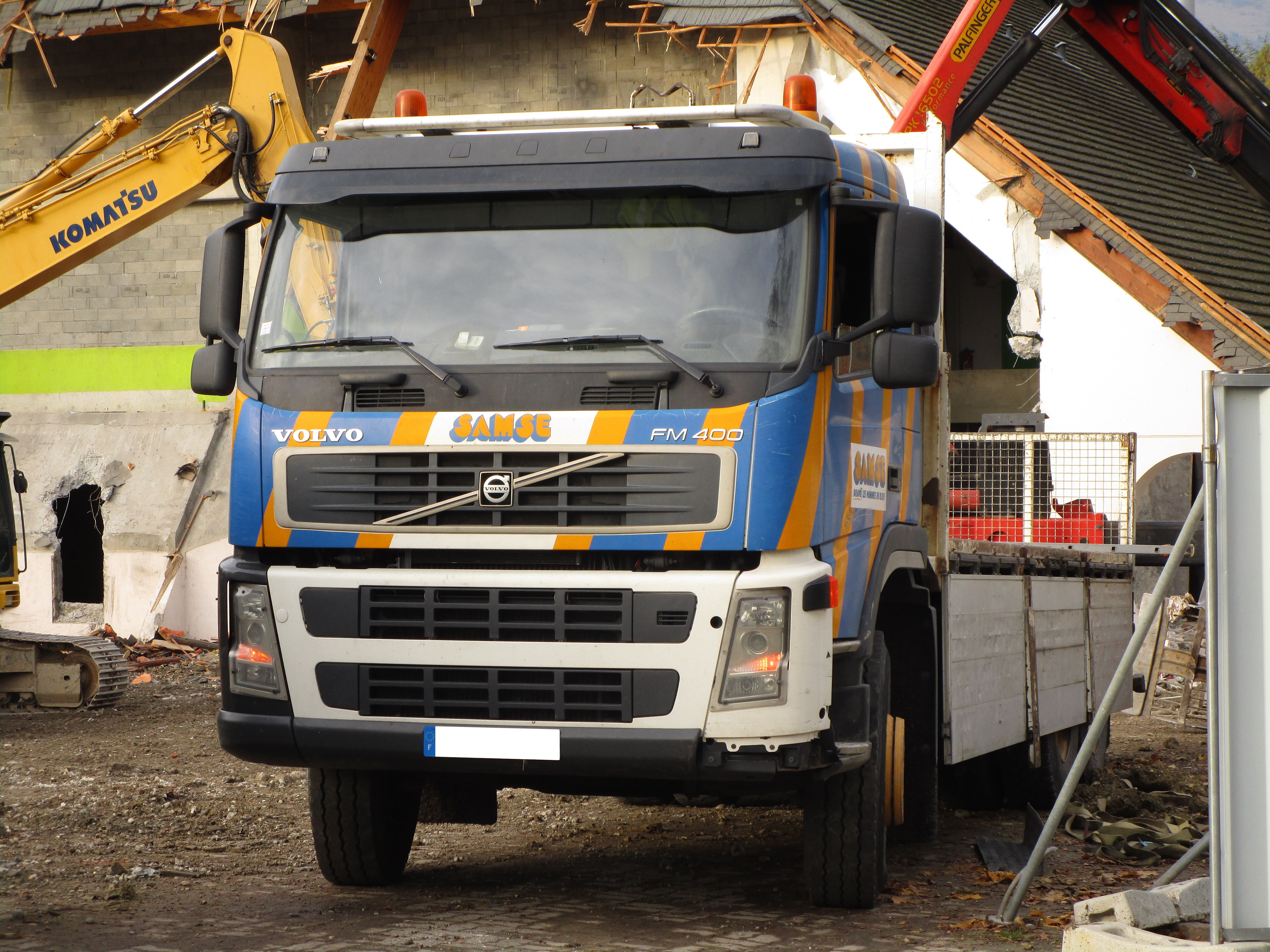

Samse est créée en 1920 et est une enseigne du Groupe SAMSE. Elle est spécialisée dans le négoce de matériaux de construction. Olivier Malfait et François Beriot dirigent l’enseigne qui comptait 1 490 salariés, 80 agences et 405 millions d’euros de chiffre d’affaires en 2015.

### Doras
Doras s’intègre au Groupe SAMSE en 2003. La société est spécialisée dans le négoce de matériaux de construction, l’aménagement et la rénovation. La direction est confiée à François Noël. L’enseigne comptait 661 salariés, 56 agences et 180 millions d’euros de chiffre d’affaires en 2015.

### M+ Matériaux
M+ Matériaux s’intègre au Groupe SAMSE en 2008. La société est spécialisée dans le négoce de matériaux de construction. Didier Zambon préside la société. L’enseigne comptait 540 collaborateur, 45 agences et 146 millions d’euros de chiffre d’affaires en 2015.

### SIMC
La SIMC fait partie du Groupe SAMSE depuis 1992. La société est un négoce multispécialiste et est dirigée par Stéphanie Saint-Martin et Serge Roux. L’enseigne comptait 522 collaborateur, 27 agences, 5 grandes surfaces de bricolage et 143 millions d’euros de chiffre d’affaires en 2015.

### Groupe Plattard
Le Groupe Plattard se rapproche du Groupe SAMSE en 2009. Le groupe est spécialisé dans le négoce de matériaux de construction et l’industrie. Le groupe est présidé par Jacques Plattard. Le groupe comptait 475 salariés, 32 agences, 4 centrales à béton, 3 sites de production et 136 millions d’euros de chiffre d’affaires en 2015.

### Christaud
Créée en 1766, la société Christaud est spécialisée dans le négoce de matériaux d’adduction d’eau. Christian ROSSI préside l’enseigne qui comptait 61 salariés, 9 agences, 4 magasins et 24,1 millions d’euros de chiffre d’affaires en 2015.

### Celestin
Célestin est une enseigne du groupe SAMSE créée en 1984. Elle est spécialisée dans le négoce de matériaux pour les travaux publics et l’adduction d’eau. Damien Cugnet préside l’enseigne qui comptait 58 salariés, 12 agences et 23,1 millions d’euros de chiffre d’affaires en 2015.

### BTP Distribution
Créée en 2001, BTP Distribution est une enseigne du Groupe SAMSE spécialisée dans le négoce de matériaux pour les travaux publics et l’adduction d’eau. Claude Winling préside l’enseigne qui comptait 64 salariés, 4 agences et 33,3 millions d’euros de chiffre d’affaires en 2015.

### Henry Timber
Henry Timber est une enseigne du Groupe SAMSE spécialisée dans le négoce de bois ainsi que la distribution de bois aux enseignes du réseau SAMSE. La société crée la marque So Timber Deck, une offre de terrasses en bois, en 2016. Luc HENRY préside la société qui comptait 64 salariés, 2 sites et 62,8 millions d’euros de chiffre d’affaires en 2015.

### Bois Mauris Oddos
Bois Mauris Oddos est une enseigne du Groupe SAMSE spécialisée dans la distribution de bois, panneaux et dérivés. Laurent Ouvrier Buffet préside la société qui comptait 88 salariés, 3 agences et 28,5 millions d’euros de chiffre d’affaires en 2015.

### Ollier Bois
Ollier Bois est une entité du Groupe Plattard et est spécialisée dans la distribution de bois ainsi que la transformation industrielle de bois bruts et panneaux. Jacques Plattard préside l’enseigne qui comptait 42 salariés, 2 agences et 19 millions d’euros de chiffre d’affaires en 2015.

### Les Comptoirs du Bois
Les Comptoirs du Bois est une enseigne du Groupe SAMSE spécialisée dans le négoce de bois et de panneaux pour les professionnels et les particuliers. Jean-Luc Gimenes préside l’enseigne qui comptait 41 salariés, 4 agences et 11,7 millions d’euros de chiffre d’affaires en 2015.

### Remat
Remat est une enseigne du Groupe SAMSE intégrée depuis 1999. Elle se spécialise dans la distribution de menuiseries labellisées RT2012. Catherine Paysan préside la société qui comptait 32 salariés, 2 agences, 1 magasin et 6,6 millions d’euros de chiffre d’affaires en 2015.

### Cléau
Cléau est une entreprise créée en 1930 et spécialisée dans la distribution de menuiseries. Elle rejoint le Groupe SAMSE en 2008. Jean-Louis Barrier dirige l’enseigne qui comptait 59 salariés, 3 agences et 17,4 millions d’euros de chiffre d’affaires en 2015.

### Caréo
Caréo est une enseigne spécialisée dans la distribution de carrelages pour les professionnels et les particuliers. L’enseigne est dirigée par Denis Barberoux (réseau Samse), Thierry Laborey (réseau Doras), Erwan Toussain (réseau M+ Matériaux Sud-Est) et Hubert Daccord (réseau M+ Matériaux Sud-Ouest). L’enseigne comptait 56 salariés, 20 agences et 21,4 millions d’euros de chiffre d’affaires en 2015.

### Leader Carrelages
Leader Carrelages est une société du Groupe SAMSE depuis 2009, et est spécialisée dans le négoce de carrelages. François Beriot préside l’entreprise qui comptait 17 salariés, 1 agence et 3,3 millions d’euros de chiffre d’affaires en 2015.

### Sweetair
Sweetair est une enseigne du Groupe SAMSE spécialisée dans les énergies renouvelables. Elle propose des solutions sur-mesure pour les projets neufs et de rénovation. Laurent Chameroy préside la société qui comptait 25 salariés, 1 agence et 3,8 millions d’euros de chiffre d’affaires en 2015.

### L’Entrepôt du bricolage
L’entrepôt du bricolage est l’enseigne dédiée au bricolage. FortE de 37 magasins, elle accueille dans ses magasins et son site de vente en ligne des milliers de clients qui cherchent une offre dense de produits, des prix compétitifs pour leurS travaux et aménagements ainsi que la qualité du service. Essentiellement présente en Rhône Alpes, l’enseigne dispose de quelques magasins en dehors de cette région comme en Essonne (magasin de Mennecy) ou en Côte d’Or (magasin de Dijon)

### La Boîte à Outils
La Boîte à Outils est une société du Groupe SAMSE qui regroupe deux enseignes : l’Entrepôt du Bricolage et La Boîte à Outils. La société est présidée par Arnaud Bériot (précédemment Jean-Jacques Chabanis) et comptait 1511 salariés, 32 magasins et 341,5 millions d’euros de chiffre d’affaires en 2015.

## Mécénat et sponsoring
Le Groupe SAMSE est engagé dans des actions solidaires et environnementales dans sa région et à l’international,.

### Mécénat
- Aide Médicale et Développement : construction d’un centre de santé au Sénégal[11].
- SOS Villages d’enfants : soutient à l’association avec la participation du Club Négobois.
- Glisse en Cœur : Samse participe à cet évènement sportif impliquant 24h de ski au profit d’une grande cause.
- Artisan de la réussite : encouragement des jeunes artisans à leur installation[12].
- Musiks à Manosque : le Groupe SAMSE est mécène du festival à travers la SIMC.
- Tous coureurs : regroupe les cyclistes, coureurs et marcheurs du Groupe SAMSE au profit d’une cause humanitaire et sociale.

### Sponsoring

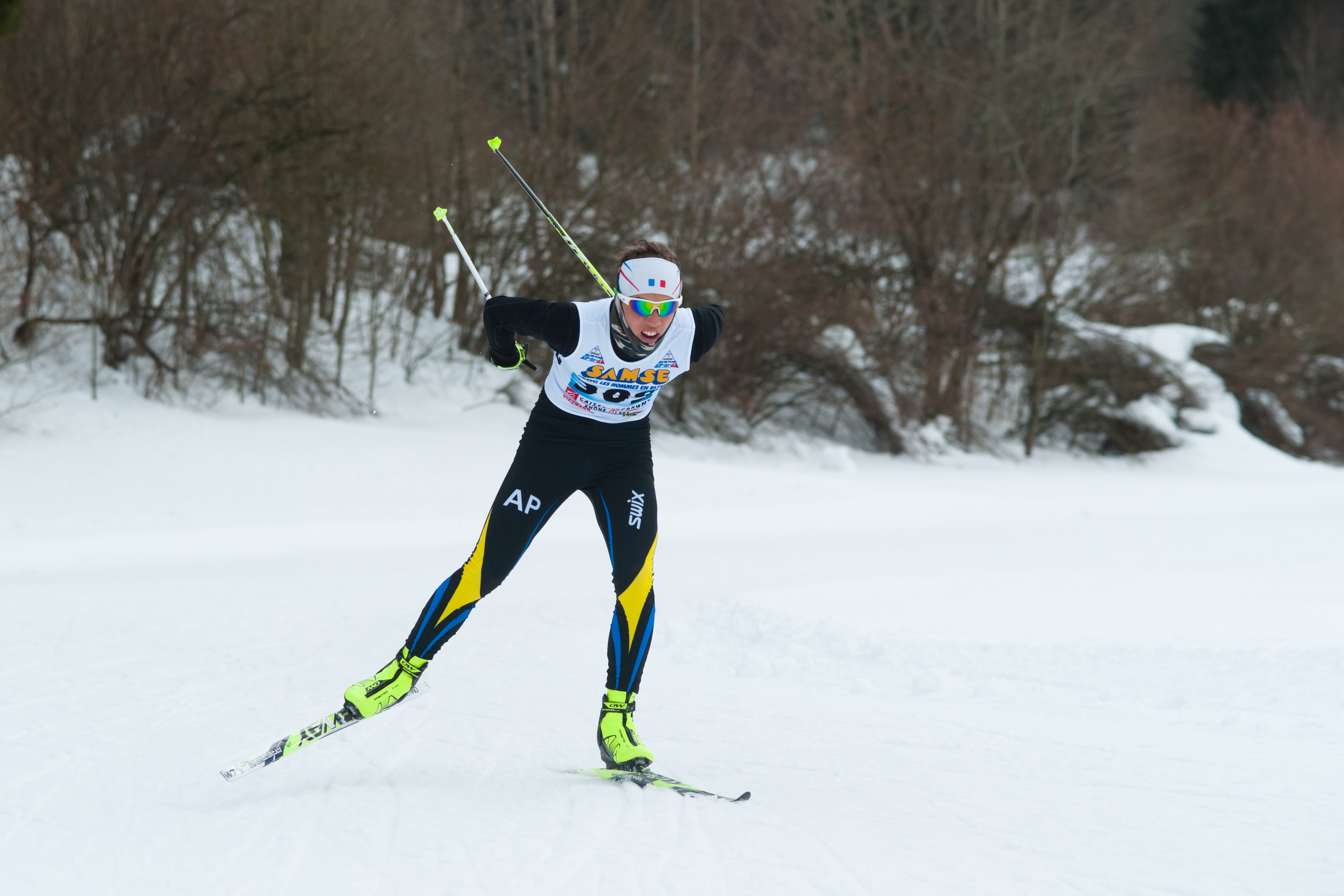

- La Pierra Menta : une course de ski alpin dont Samse et L’Entrepôt du Bricolage sont partenaires[13].
- Sprinter Club Olympique Dijon : un partenariat avec l’équipe françaises de cyclisme amateur par l’intermédiaire de Doras.
- Les Brûleurs de Loups : Samse est partenaire de l’équipe grenobloise de hockey sur glace[14].
- FC Grenoble : Samse établit un partenariat avec l’équipe de rugby[15].
- Chambéry Savoie Handball : l’équipe de handball est soutenue par plusieurs enseignes du Groupe SAMSE.
- Pays d’Aix Université Club Handball : le Groupe SAMSE soutient le club de handball à travers son enseigne SIMC.
- Fédération Française de Ski : Samse s’engage auprès de la Fédération Française de Ski en encourageant les espoirs du ski français[16].